# خانه معتمدالایاله
منزل معتمد الایاله مربوط به دوره قاجار است و در شهرستان آشتیان، بافت قدیم شهر آشتیان واقع شده و این اثر در تاریخ ۲۶ اسفند ۱۳۸۶ با شمارهٔ ثبت ۲۲۰۹۷ به‌عنوان یکی از آثار ملی ایران به ثبت رسیده است.